# Sacramentsprocessie

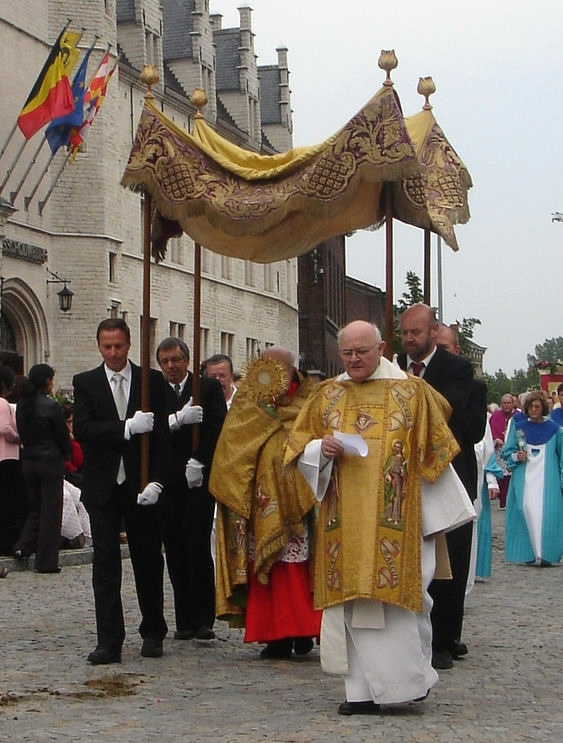
Kardinaal Danneels draagt het Heilig Sacrament tijdens de Hanswijkprocessie te Mechelen

Een sacramentsprocessie of bronkprocessie is in de Rooms-Katholieke Kerk een processie waarbij een geconsecreerde hostie (het "Heilig Sacrament" of "Allerheiligste") in een monstrans op plechtige wijze door een priester door de straten van een stad of dorp gedragen wordt. De priester draagt daarbij een koorkap en loopt onder een processiehemel. Veel sacramentsprocessies trekken op de tweede zondag na Pinksteren, de officiële viering van sacramentsdag (Corpus Christi). Vroeger was het gebruikelijk dat bewoners langs de route processievaantjes plaatsten. Als de pastoor met het Allerheiligste voorbij kwam, knielde men uit eerbied. Mannen namen hun hoed af.

## Geschiedenis
De oudst bekende sacramentsprocessie trok in 1277 in Keulen. In 1300 trok er een in Luik, de bakermat van het sacramentsfeest, en in 1328 in Maastricht. In de middeleeuwse steden was deelname verplicht; de stedelijke gemeenschap betoonde onderdanigheid aan het Heilig Sacrament en stelde zich daarmee onder goddelijke bescherming. Het stadsbestuur, de broederschappen en de gilden (of ambachten) waren alle in de processie vertegenwoordigd. In de Maastrichtse sacramentsprocessie droegen jongelingen te paard de ambachtsschilden.
Aanvankelijk droeg men het Heilig Sacrament in een gesloten pyxis. In de late middeleeuwen gaf men de voorkeur aan een monstrans, omdat daarin de hostie achter het glas zichtbaar bleef. Geleidelijk groeide de behoefte om het Heilig Sacrament ook in anderssoortige processies mee te voeren, zoals reliekenprocessies of processies waarin beelden van Maria of patroonheiligen centraal stonden. In de middeleeuwen waren er regelmatig conflicten over het recht om sacramentsprocessies te organiseren. In Maastricht bijvoorbeeld betwistte het Onze-Lieve-Vrouwekapittel dit recht op het machtigere Sint-Servaaskapittel. Aangezien de magistraat bleef kiezen voor laatstgenoemd kapittel, verscheen eerstgenoemd niet meer in de processie.
In aanvulling op het Romeins Rituaal uit 1614 kwamen er steeds meer lokale bepalingen over het versieren van de processieroute met bloemen, kransen, tapijten en beelden, waardoor de sacramentsprocessie een steeds uitbundiger aanzien kreeg. Daarmee werd de processie na het Concilie van Trente tevens een symbool van de contrareformatie en het herwonnen katholiek zelfvertrouwen. De contrareformatorische theoloog Scherer stelde dat de sacramentsprocessie kan worden gezien als een bidprocessie om voorspoed over de parochie of gemeenschap af te roepen.
In België konden, na een onderbreking in de Franse tijd en het Verenigd Koninkrijk der Nederlanden, in de meeste plaatsen de sacramentsprocessies worden hervat. In de 19e eeuw was er nog steeds onduidelijkheid of elke parochie in een stad een eigen sacramentsprocessie mocht houden. Pas in 1917 stelde de Codex Iuris Canonici duidelijk dat het houden van sacramentsprocessies toekomt aan de kerk met de oudste rechten in een stad of dorp. In het verzuilde 19e-eeuwse Nederland moest vanwege het processieverbod (1848-1983) door de katholieken strijd worden geleverd om (nieuwe) sacramentsprocessies te mogen houden.
In sommige landen is het gebruikelijk om de straten waar de processie langs komt met bloemblaadjes te versieren. Soms wordt daar zoveel werk van gemaakt dat complete kunstwerken ontstaan. Vooral in Italië is dit tot een ware kunst verheven (zogenaamde infioratas).

## Kleine sacramentsprocessie
In de katholieke kerk behoort de ziekencommunie, het toedienen van het viaticum of de laatste Heilige Communie, tot de laatste heilige sacramenten. Het is gebruikelijk dat de priester of diaken met de hostie, die meestal in een pyxis ('hostiedoosje') zit, naar de zieke toe komt. Vroeger was hij daarbij gewoonlijk vergezeld van minimaal twee misdienaars of acolieten, soms met processiekruis en flambouwen. De stoet met het viaticum werd dan "kleine sacramentsprocessie" genoemd, naar analogie met de 'grote' sacramentsprocessie, waarin eveneens de geconsecreerde hostie wordt meegevoerd.

## Bekende sacramentsprocessies

### België
- Antwerpen (Sint-Jacob), op sacramentsdag
- Antwerpen (Kapel van het Allerheiligste Sacrament), op sacramentsdag
- Brugge (Begijnhof), op sacramentsdag
- Mechelen (B): Hanswijkprocessie, eigenlijk een Mariaprocessie

### Nederland
- Amsterdam: Onze Lieve Vrouwekerk, zondag na sacramentsdag
- Eijsden (NL): Eijsdense Bronk, op sacramentsdag
- Breda: Niervaertprocessie, op sacramentsdag
- Gerwen, Oude Sint-Clemenskerk, zondag na sacramentsdag
- 's-Hertogenbosch, Sint-Janskathedraal, zondag na sacramentsdag
- Meerssen (Basiliek van het H. Sacrament), ter afsluiting van het Sacramentsoctaaf
- Sittard (Sint-Petrus' Stoel van Antiochiëkerk), zondag na sacramentsdag

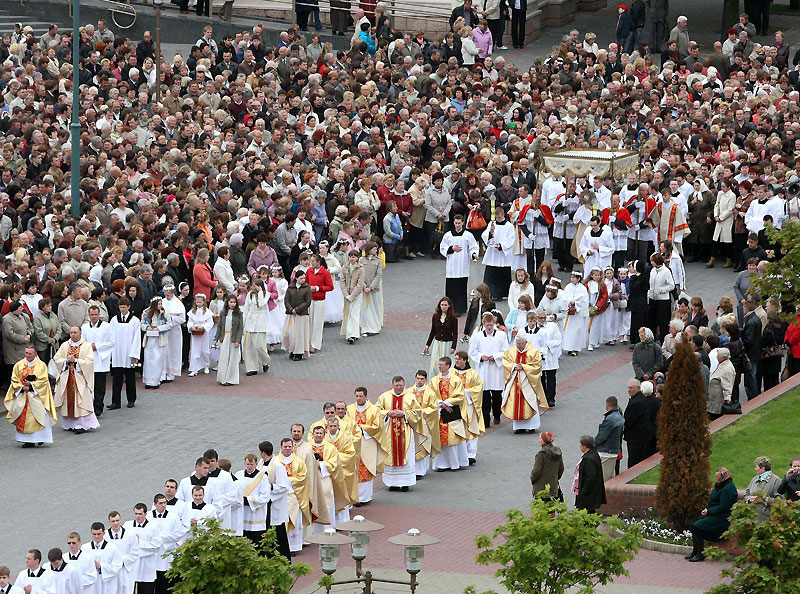
Traditionele sacramentsprocessie in Wit-Rusland met priesters, acolieten en 'bruidjes'. De priester met monstrans onder de 'hemel' sluit de stoet
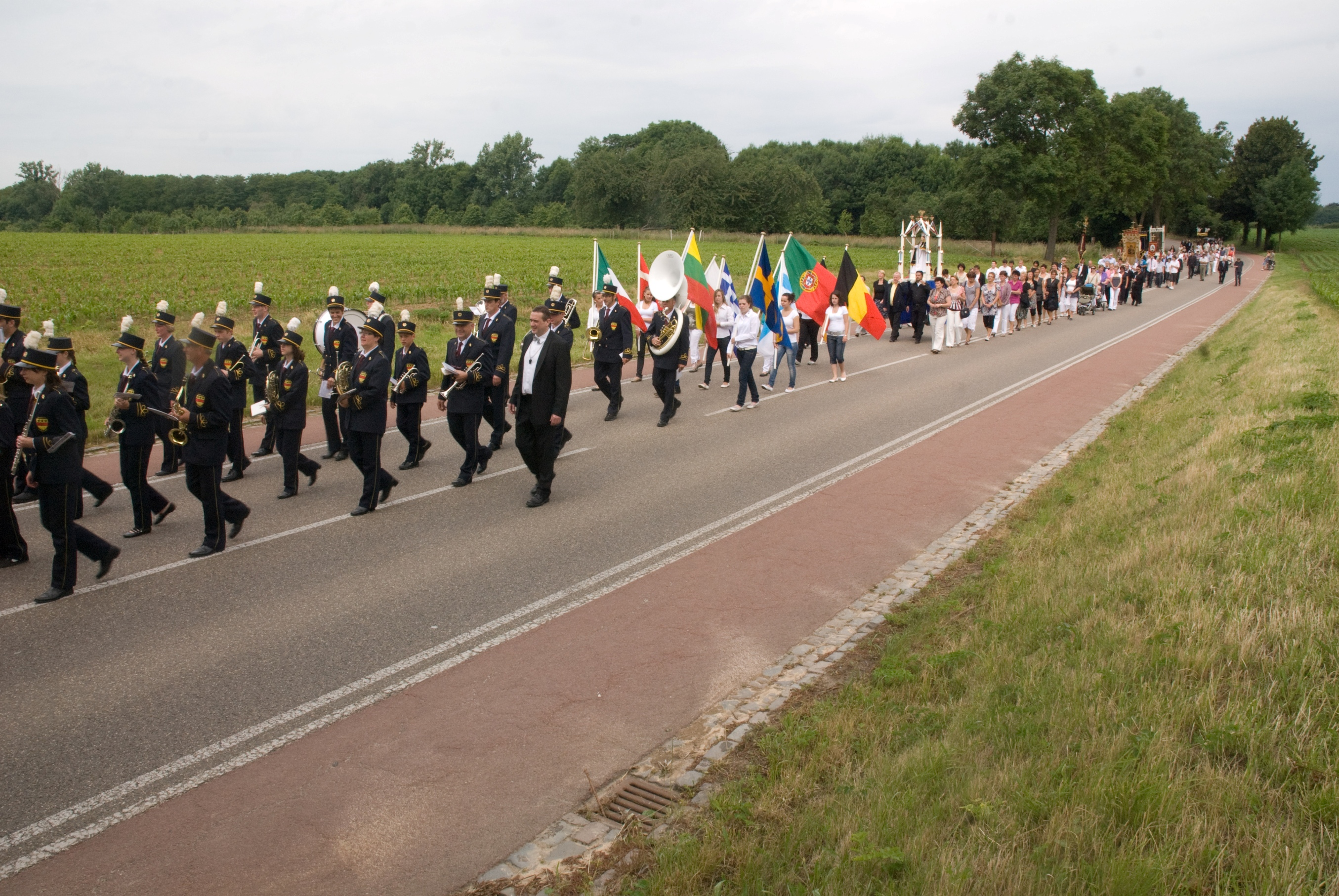
Sacramentsprocessie in Eckelrade, een typische dorpsprocessie met harmonie en dorpsverenigingen met processievaandels en Mariabeeld
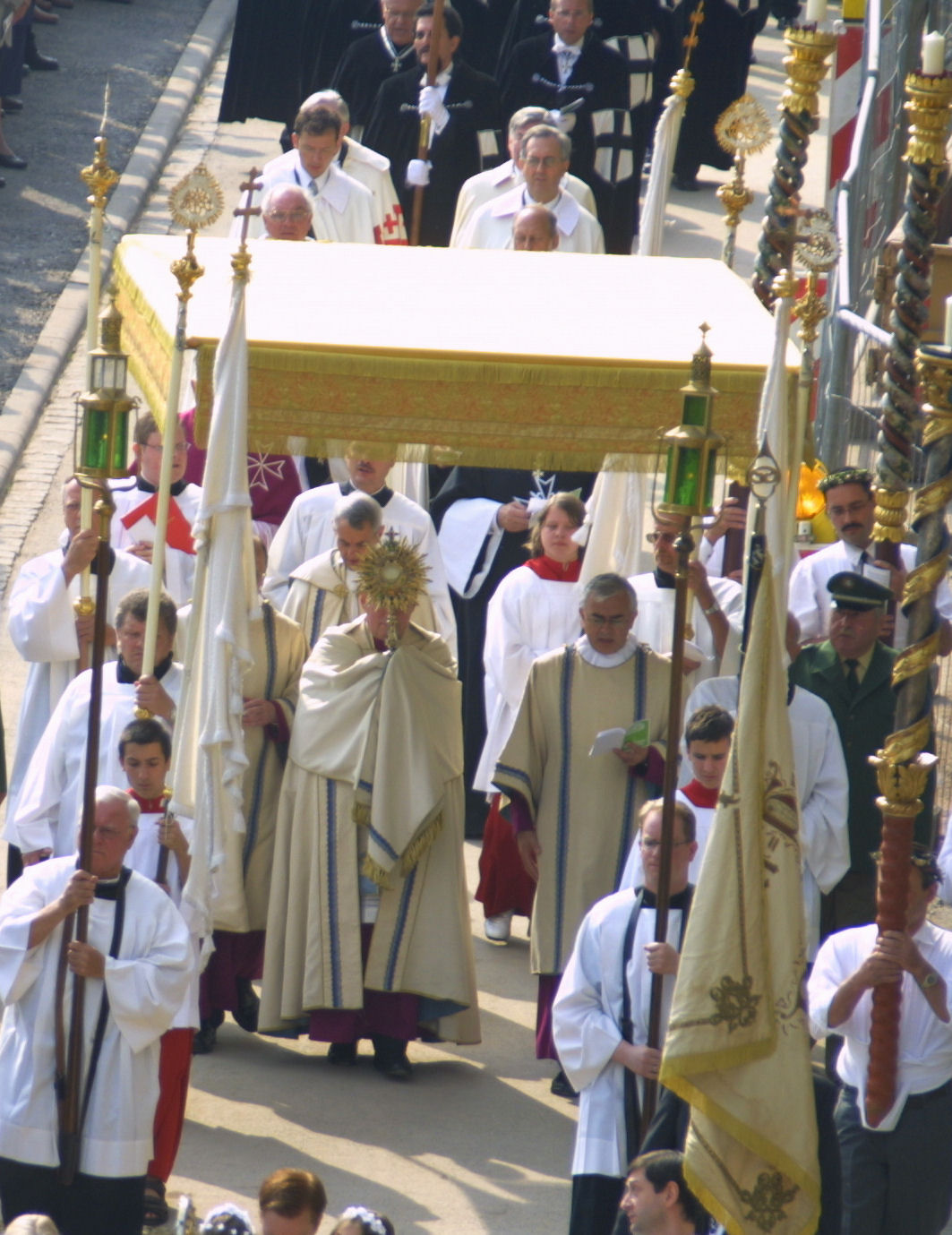
Bamberg, Duitsland
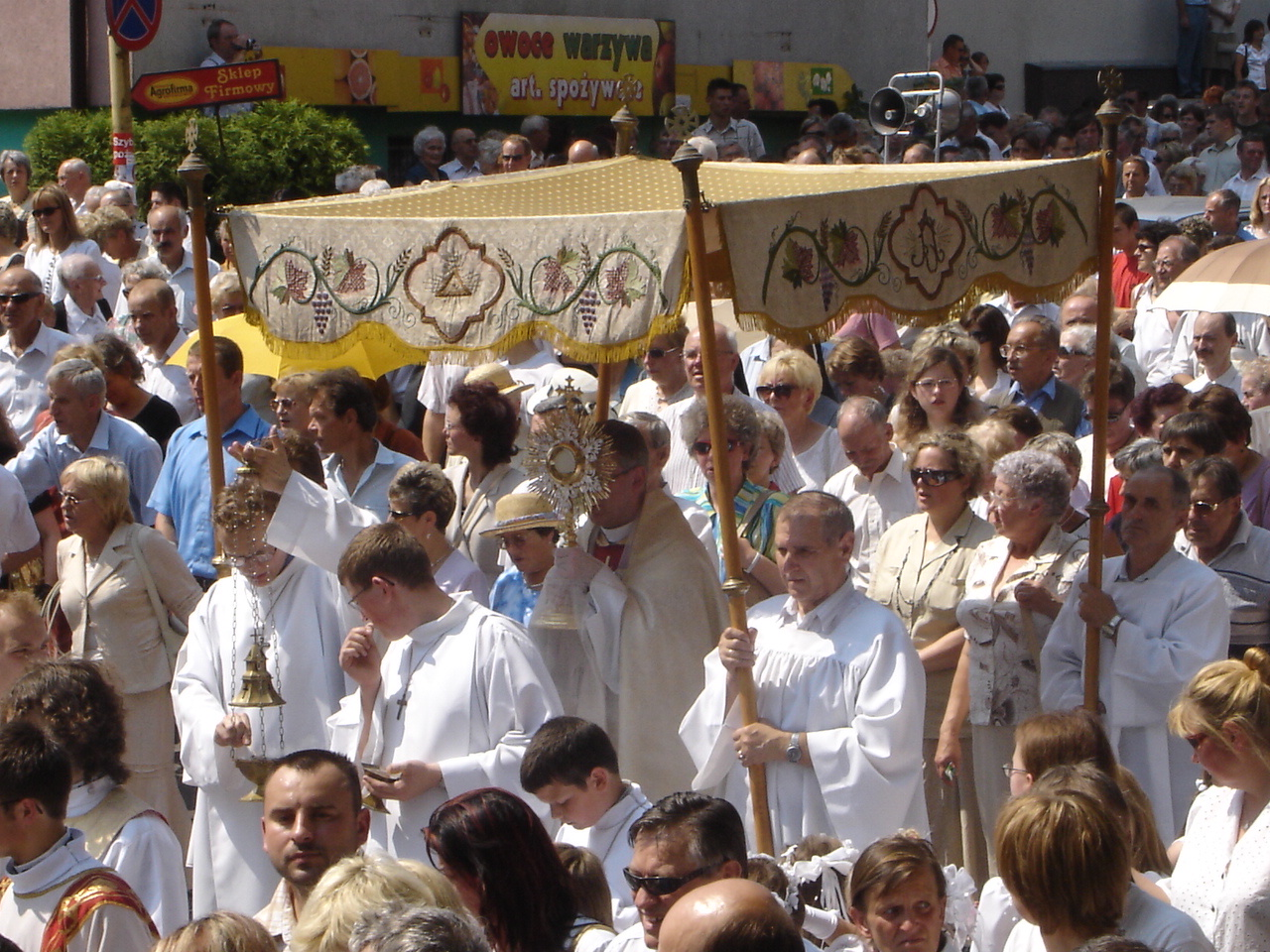
Stargard, Polen
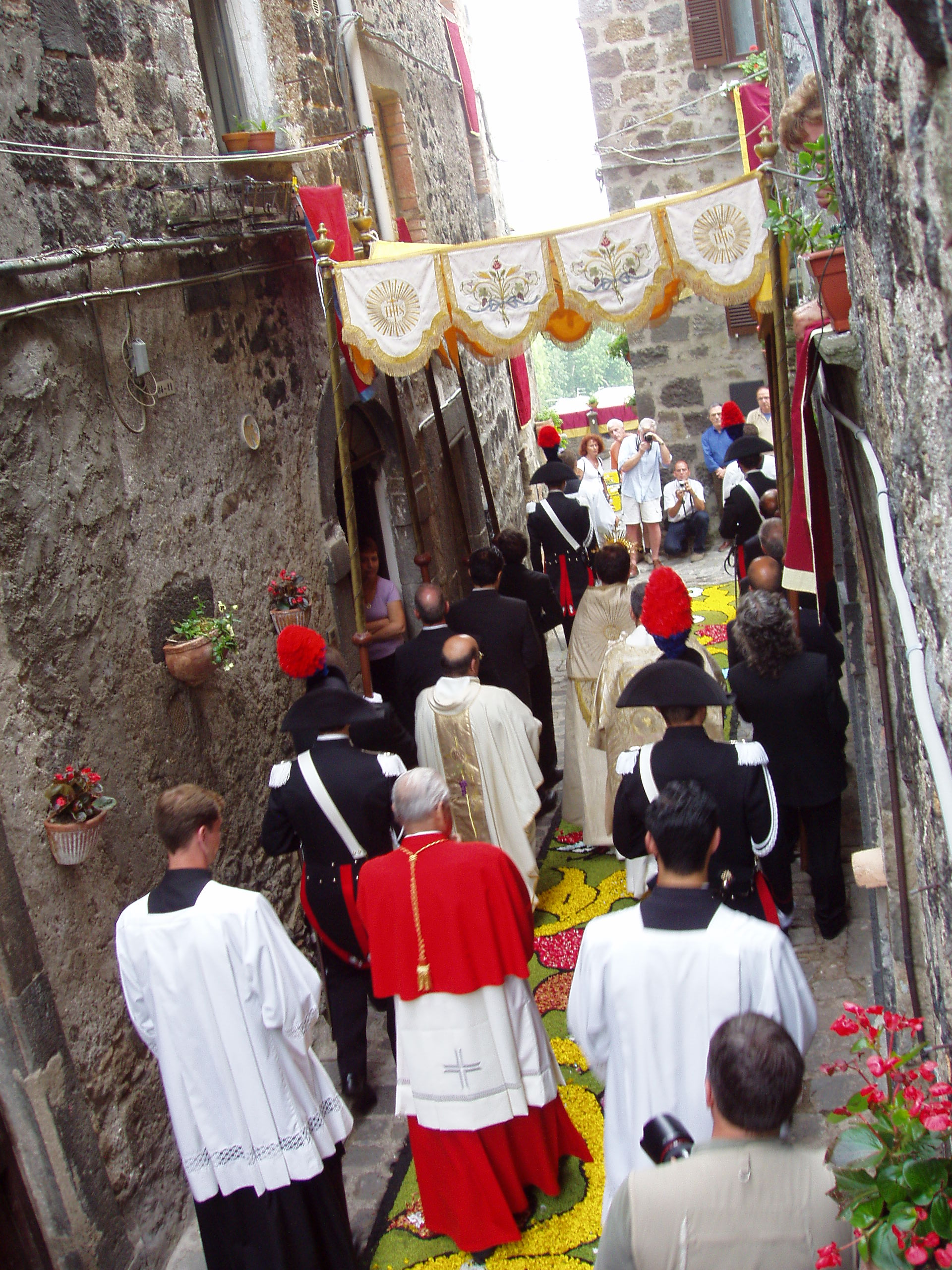
Bolsena, Italië
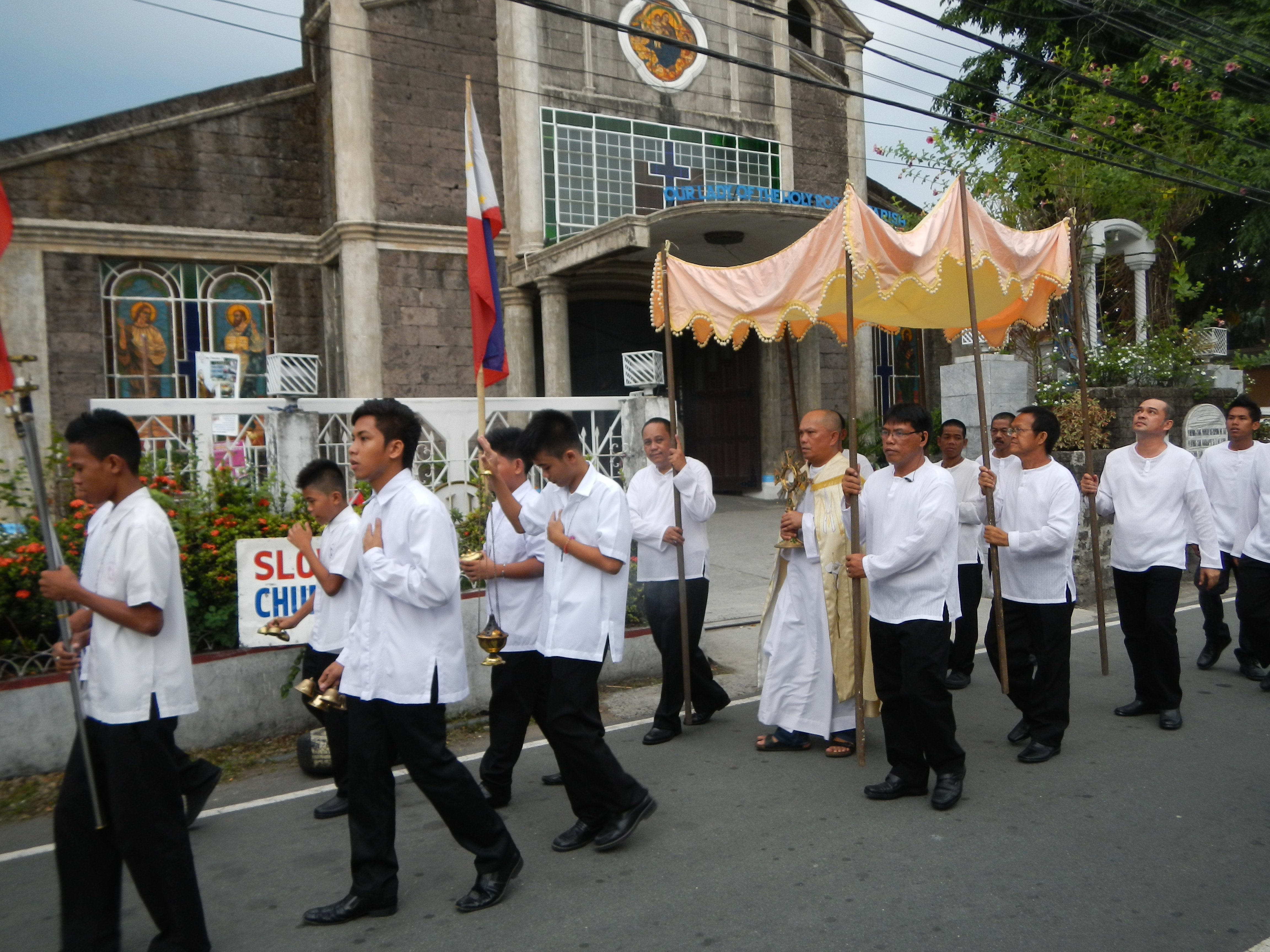
Cardona, Filipijnen